# Nabih Berri
Pour les articles homonymes, voir Berri et Berry (homonymie).
Nabih Berri, aussi orthographié Nabih Berry (en arabe : نبيه برّي), né le 28 janvier 1938 à Bo (Sierra Leone), est un homme politique libanais. Chef du mouvement Amal, député chiite à la tête du bloc de la libération et du développement, il préside la Chambre des députés du Liban depuis 1992,.

## Biographie

### Origines, formation et engagements de jeunesse
De parents libanais de confession chiite, Nabih Berri naît le 28 janvier 1938 en Sierra Leone.
Il suit ses études primaires à l'école de Tibnine, dans le Sud-Liban, puis secondaires à Makassed et à l'École de la Sagesse de Beyrouth. Il obtient son diplôme de droit en 1963 et puis son DESS en droit à l'université de la Sorbonne, à Paris,.
Dans les années 1960, il combat dans les rangs du mouvement étudiant, préside l'Union nationale des étudiants de l'Université libanaise et participe durant ses années d'études à plusieurs conférences politiques et estudiantines,.

### Débuts en politique
Dans les années 1970, il occupe de nombreux postes au sein du mouvement Amal de l'imam Moussa Sader. En 1978, après la disparition de l'imam en Libye, il intègre la direction du mouvement,,,, dont il prend officiellement la direction en 1980. Il a mené Amal durant la guerre du Liban. En 1984, il rejoint le gouvernement de l'Unité nationale en tant que ministre des Ressources souterraines puis ministre de la Justice et ministre des Ressources électriques et hydrauliques sous le Premier ministre Rachid Karamé. Il joua un rôle dans les négociations de la prise d'otages du vol TWA 847 ce qui a conduit à leur libération,,.

### Président de la Chambre des députés
De 1989 à 1992, il est membre des gouvernements successifs de Salim el-Hoss, Omar Karamé et Rachid Solh, puis est élu président de la Chambre des députés le 20 octobre. Il est réélu en juin 2009 pour un cinquième mandat consécutif (1992, 1996, 2000, 2005 et 2009),,. Il est à noter que la présidence de la Chambre revient traditionnellement à un chiite aux termes du Pacte national.
Il a toujours été en faveur du dialogue et il a lancé en mars 2006 le Comité de dialogue libanais qui a réuni les 14 personnalités politiques principales du pays avant que le nouveau président de la République Michel Sleiman ne se charge de la direction du Comité de dialogue.
En 2012, Nabih Berri se déclare « chiite sur la carte d'identité, sunnite de cœur et Libanais avant tout ».
Durant la dernière séance du dialogue en 2014, Nabih Berri a jeté l'ancre, en annonçant que son camp ne reniera pas l'accord de Taëf, ni parité islamo-chrétienne ni la convivialité. Cette assurance solennelle devait figurer dans le communiqué final de la séance.
Il préside le bloc de la libération et du développement pendant toutes les élections qui ont eu lieu depuis l’année depuis 1992, lors desquelles tous les membres du bloc ont été élus,,,,,.
Il a été élu président de l'Union parlementaire des États membres de l'Organisation de la coopération islamique.